# Осуалд Ейвъри
Осуалд Ейвъри (на английски: Oswald Avery) е американски лекар и учен от канадски произход. Член е на Американската академия на изкуствата и науките (1936).

## Биография
Роден е на 21 октомври 1877 година в Халифакс. Родителите му са англичани, емигрирали в Канада. През 1877 г. семейството се премества в Ню-Йорк. Завършва хуманитарни науки в университета Колгейт през 1900 г., но явно чувствайки, че призванието му не е там, записва и завършва медицина в Колежа за лекари и хирурзи в Ню Йорк през 1904 г.
След кратка лекарска практика през 1907 г. постъпва в Лабораториите „Хоугланд“ в Бруклин, където провежда бактериологични изследвания. През 1913 г. постъпва на работа в Рокфелеровия институт за медицински изследвания след покана от неговия директор. През следващите десетилетия работи върху опита по трансформация на бактерията Streptococcus pneumoniae, проведен през 1928 г. от Фред Гриффит (Fred Griffit).

## Научна дейност
Streptococcus pneumoniae, известен още като пневмокок, причинява пневмония и е силно смъртоносен за мишки. Вирулентността се дължи на полизахаридната му капсула. Безкапсулните пневмококи са напълно безопасни за опитните животни. Гриффит установява, че смес от убити инкапсулирани вирулентни пневмококи и живи безкапсулни невирулентни пневмококи убива мишките. Заключението от опита е, че генетичен материал от убитите бактерии преминава в живите невирулентни бактерии. Естеството на материала по онова време обаче не е могло да бъде изяснено.
Ейвъри, заедно с C. MacLeod and M. MacCarty, успява да изолира трансформиращата субстанция. Установяват, че невирулентен щам от бактерии се превръща във вирулентен, когато към културата се прибави пречистена ДНК. През 1944 г. публикуват резултатите си и в публикацията, макар и съвсем предпазливо, излагат хипотезата, че „ако резултатите на настоящото изследване върху химичната природа на трансформацията бъдат потвърдени, то нуклеиновите киселини трябва да се смятат като притежаващи биологична специфичност“. Казано с други думи, в ДНК е съсредоточена наследствеността. Тяхната хипотеза е потвърдена след по-малко от 10 години.